# Ручка-пензлик

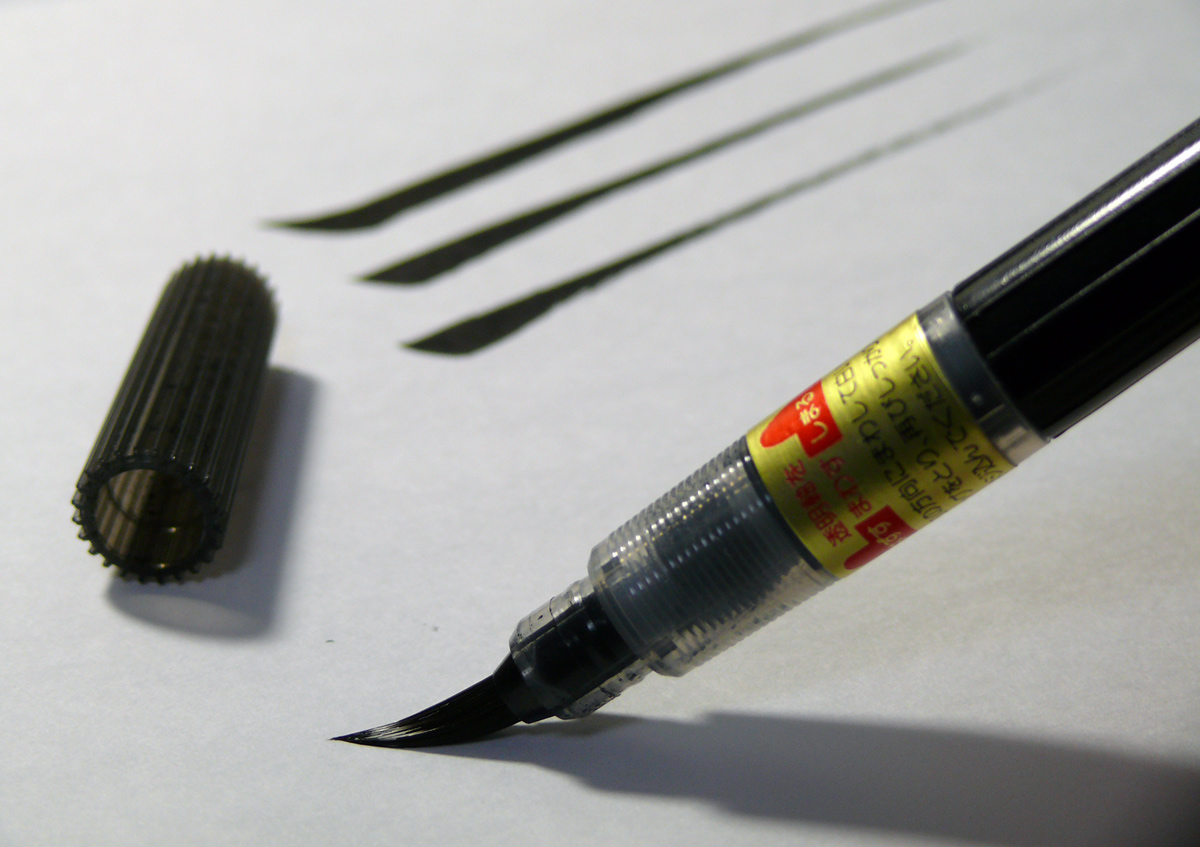
Японська ручка-пензлик і різні штрихи написання нею

Ручка-пензлик (яп. 筆ペン) — письмове приладдя із картриджем, що використовується як інструмент для написання у каліграфії східної Азії; і по суті, є аналогом пензлика для написання чорнилом за подобою до перової ручки.

## Огляд
Кінчик цієї ручки повторює властивості пензлика для писання чорнилом, що містить в собі гнучкі волоски, і за принципом використання ручка схожа на маркер; кінчик змочується в чорнило завдяки спеціальному резервуару. Чорнило, що використовується в ручці-пензлику відрізняється від традиційного туші для каліграфії. Воно добре до сучасного паперу, а традиційна туш добре лягає лише на традиційний рисовий папір.